# Переростки (телесериал)
The Inbetweeners (Inbetweeners — на языке оригинала — социальная группа среди тинейджеров, не имеющих статуса «особо важных персон» в своем окружении, но в то же время не чувствующих себя ущемленными или ограниченными в каком-либо взаимодействии с окружающими; дословно «середняк, ничем не выдающийся человек») — молодёжный британский ситком, транслировавшийся телеканалом E4. За все время существования сериала выпущено 3 сезона по 6 серий, 2 полнометражных фильма, а также 10-минутный ролик с лучшими моментами шоу.
Прошумевший в мировом прокате фильм стал логическим завершением истории о британских подростках. Позднее канал Channel 4, обладавший правами на показ сериала, предложил создателям «Переростков» записать несколько финальных серий, однако те ответили отказом, мотивируя нецелесообразностью создания продолжения, незаинтересованностью и занятостью актёров в других проектах.
В основе сюжета — образ жизни и нравы подростков пригорода Лондона. Повествование ведется от лица Уильяма Маккензи (William McKenzie), который, по семейным обстоятельствам, был вынужден перейти из частной в обычную английскую школу (Rudge Park Comprehensive).
Сериал дважды (в 2008 и 2009 годах) был номинирован Британской Академией Кино и Телевидения как лучшая ситуационная комедия (Best situation comedy), в 2009 году выиграл в номинации YouTube Audience Award (по результатам зрительского голосования).
На территории России сериал транслируется с 31 октября 2011 года телеканалом 2x2.

## История
Пилотная серия, под названием «First Day» вышла на канале E4 1 мая 2008 года, её посмотрело 321 тыс. зрителей. Сериал имел оглушительный успех, и первую серию 2 сезона 2 апреля 2009 года посмотрело уже 1 млн. 210 тыс. зрителей, заключительную серию 3 сезона 18 октября 2010 года смотрело 3 млн. 701 тыс. зрителей.

## Герои / Актерский состав
- Уилл Маккензи (Will McKenzie) — Саймон Берд (Simon Bird)
- Саймон Купер (Simon Cooper) — Джо Томас (Joe Thomas)
- Джей Картрайт (Jay Cartwright) — Джеймс Баккли (James Buckley)
- Нэйл Сазерлэнд (Neil Sutherland) — Блейк Харрисон (Blake Harrison)

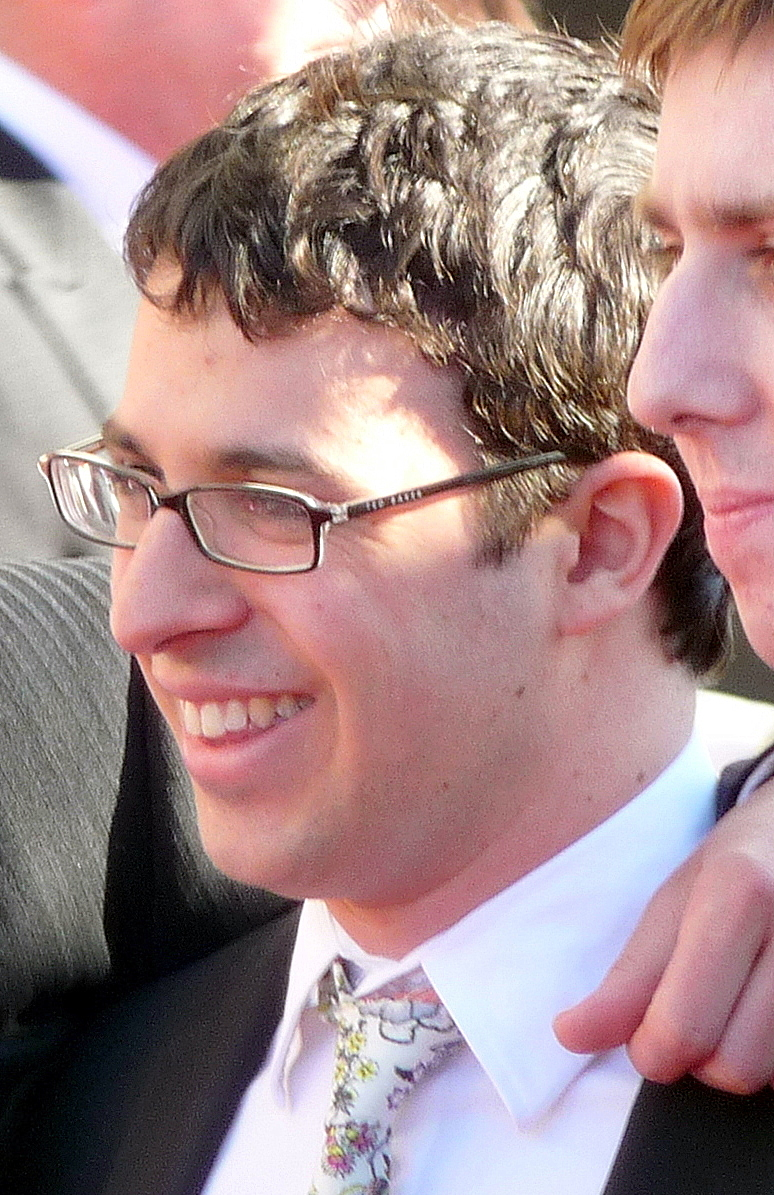
Саймон Берд в роли Уилльяма Маккензи
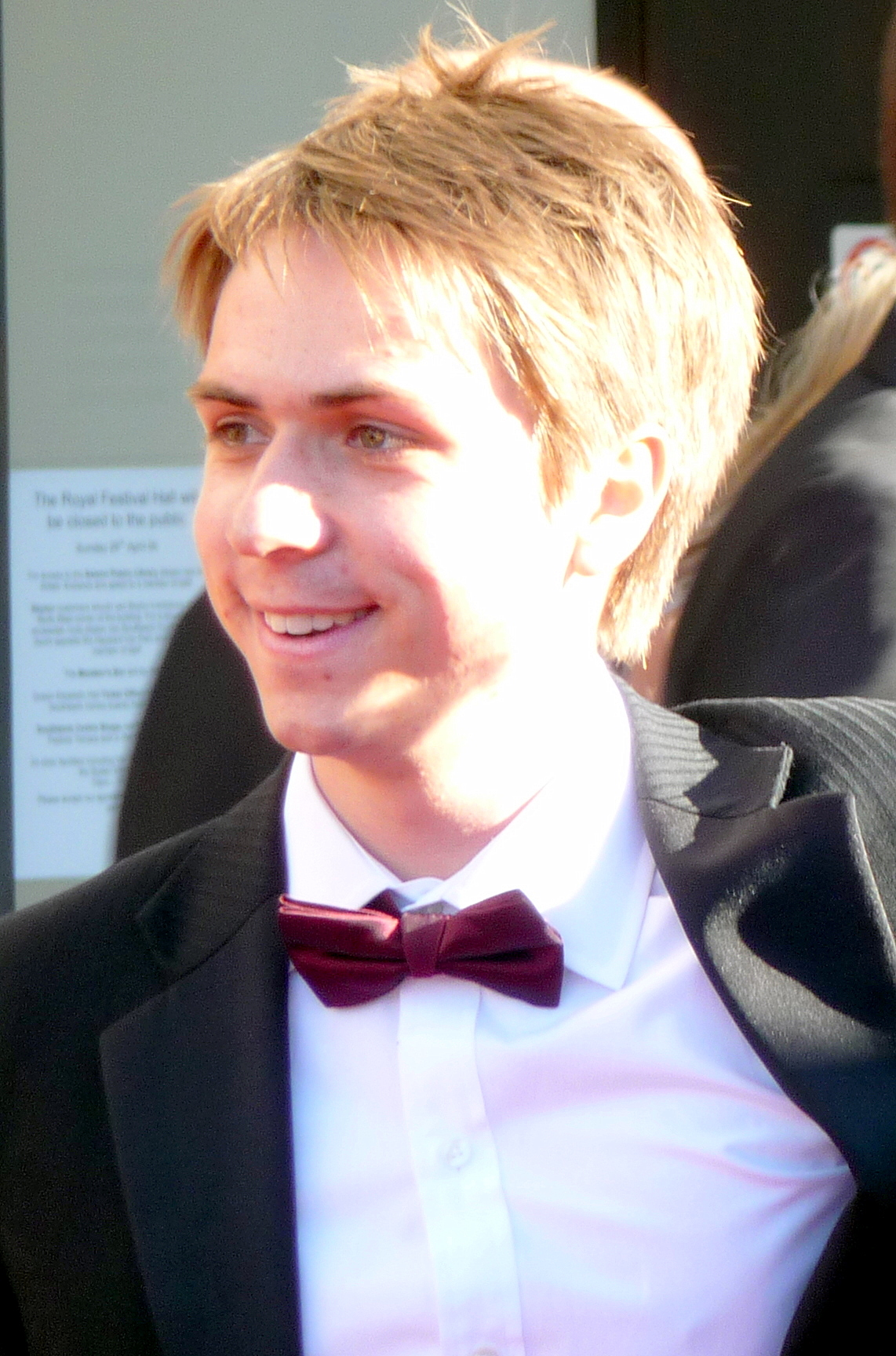
Джо Томас в роли Саймона Купера
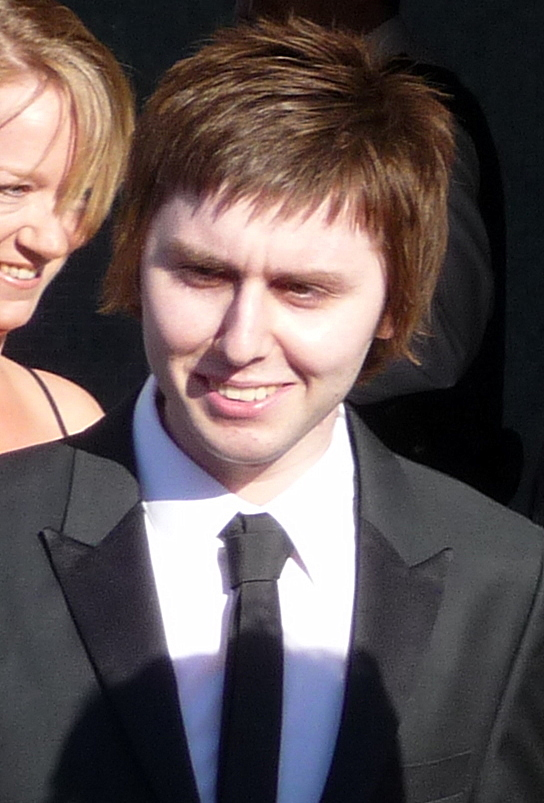
Джеймс Баккли в роли Джея Картрайта
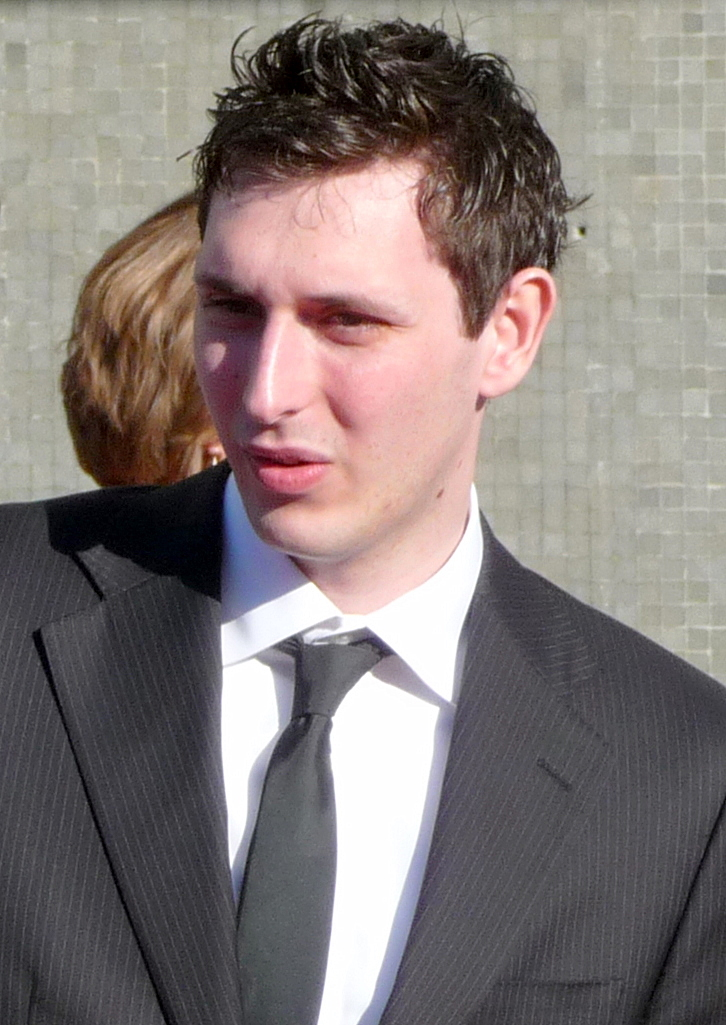
Блейк Харрисон в роли Нэйла Сазерлэнда

## Местоположение
«Переростки» снимались в различных локациях, в отличие, например, от другого сериала E4 «Компьютерщики», снимающегося в павильонах. Основное место съемок — Райслип, западный Лондон, преимущественно — Ruislip High School.

## Музыка
Главную музыкальную тему для сериала, под названием «Gone Up in Flames», записала английская рок-группа «Morning Runner».
Так же в сериале часто звучит композиция американской инди-рок группы The Drums «Let’s Go Surfing».

## DVD
Все 3 сезона вышли на DVD в Великобритании.
- Первый сезон был выпущен на DVD 2 июня 2008 года.
- Второй сезон был выпущен на DVD 18 мая 2009 года.
- Третий сезон был выпущен на DVD 25 октября 2010 года.

25 октября 2010 года также вышел бокс-сет из всех трех сезонов сериала.

## Рейтинги

### Сезон 1
| Дата премьеры | Эпизод       | Число зрителей | E4 рейтинг |
| ------------- | ------------ | -------------- | ---------- |
| 1 мая 2008    | First Day    | 321,000        | #8         |
| 1 May 2008    | Bunk Off     | 321,000        | #8         |
| 8 мая 2008    | Thorpe Park  | 305,000        | #10        |
| 15 мая 2008   | Girlfriend   | 436,000        | #8         |
| 22 мая 2008   | Caravan Club | 432,000        | #6         |
| 29 мая 2008   | Xmas Party   | 422,000        | #7         |

### Сезон 2
| Дата премьеры  | Эпизод                       | Число зрителей | E4 рейтинг |
| -------------- | ---------------------------- | -------------- | ---------- |
| 2 апреля 2009  | The Field Trip               | 1.21m          | #1         |
| 9 апреля 2009  | Work Experience              | 1.182m         | #1         |
| 16 апреля 2009 | Will’s Birthday              | 1.047m         | #1         |
| 23 апреля 2009 | A Night Out in London        | 1.015m         | #1         |
| 30 апреля 2009 | The Duke of Edinburgh Awards | 1.205m         | #1         |
| 7 мая 2009     | Exam Time                    | 1.205m         | #2         |

### Сезон 3
| Дата премьеры    | Эпизод                     | Число зрителей | E4 рейтинг |
| ---------------- | -------------------------- | -------------- | ---------- |
| 13 сентября 2010 | The Fashion Show           | 3.456m         | #1         |
| 20 сентября 2010 | The Gig and the Girlfriend | 3.336m         | #1         |
| 27 сентября 2010 | Will’s Dilemma             | 3.572m         | #1         |
| 4 октября 2010   | The Trip to Warwick        | 3.619m         | #1         |
| 11 октября 2010  | Home Alone                 | 3.721m         | #1         |
| 18 октября 2010  | The Camping Trip           | 3.701m         | #1         |

## Awards
- Best New TV Comedy, British Comedy Awards 2008
- Best Male Comedy Newcomer (Simon Bird) British Comedy Awards 2008
- Best New British TV Sitcom, The Comedy.co.uk Awards 2008
- Best Comedy Show, TV Quick & TV Choice Awards 2009
- Nominated for Best Situation Comedy, British Academy Television Awards 2009
- Best TV Show, NME Awards 2010
- Nominated for Best Situation Comedy, British Academy Television Awards 2010
- YouTube Audience Award, British Academy Television Awards 2010
- Best Situation Comedy, Rose d'Or Awards 2010
- Best Sitcom, British Comedy Awards 2011
- Digital Choice National Television Awards 2011

## Полнометражные фильмы
В 2011 году вышел полнометражный художественный фильм «Переростки», который стал продолжением сериала. В 2014 году вышел новый фильм под названием «Переростки на краю света».

## Американская адаптация
В мае 2010 года стало известно, что MTV выкупил право на создание адаптированной американской версии The Inbetweeners и заявил о скором выходе 12 эпизодов первого сезона. Пилотная серия была анонсирована в сентябре 2010 года.
В 2012 году вышел первый сезон американской версии сериала, состоящий из 12 серий. После первого сезона сериал был закрыт. На сайте MTV появилось сообщение, что несмотря на то, что оригинальный британский сериал был успешным, его американская версия не пришлась зрителям по душе, поэтому сериал не будет продлён.